# Sealer Hill
Der Sealer Hill (englisch für Robbenjägerhügel) ein etwa 70 m (nach bulgarischen Angaben 91 m) hoher Hügel auf der Livingston-Insel im Archipel der Südlichen Shetlandinseln. Auf der Byers-Halbinsel ragt er nahe dem westlichen Ende der South Beaches auf.
Der British Antarctic Survey führte hier zwischen 1975 und 1976 geologische Arbeiten durch. Das UK Antarctic Place-Names Committee benannte ihn 1978 nach den mindestens drei einfachen Steinhütten am Fuß des Hügels, die vermutlich Robbenjäger errichtet haben.